# Klein-Gordonova jednadžba
Klein–Gordonova jednadžba (Klein–Fock–Gordonova jednadžba ili ponekad Klein–Gordon–Fockova jednadžba) je relativistička verzija Schrödingerove jednadžbe. Također je kvantizirana verzija relativističke relacije energije s momentom. Rezultati jednadžbe su kvantno skalarno ili pseudoskalarno polje čiji su kvanti bez spina. Teorijski značaj jednadžbe jednak je značaju Diracove jednadžbe. Elektromagnetske interakcije se mogu uvrstiti, što daje temu skalarne elektrodinamike, no kako su čestice bez spina, na primjer pi-mezoni, nestabilni i doživljavaju jake interakcije, praktična korisnost jednadžbe je ograničena.
Klein–Gordon jednadžba s parametrom mase {\displaystyle m} je
{\displaystyle {\frac {1}{c^{2}}}{\frac {\partial ^{2}}{\partial t^{2}}}\psi -\nabla ^{2}\psi +{\frac {m^{2}c^{2}}{\hbar ^{2}}}\psi =0.}
Rješenja jednadžbe su kompleksne funkcije {\displaystyle \psi (t,\mathbf {x} )} vremenske varijable {\displaystyle t} i prostornih varijabli  {\displaystyle \mathbf {x} }; Laplasov operator {\displaystyle \nabla ^{2}} djeluje samo na prostorne varijable.
Jednadžba se često skraćuje na
{\displaystyle (\Box +\mu ^{2})\psi =0,}
gdje su {\displaystyle \mu ={\frac {mc}{\hslash }}} i {\displaystyle \Box } d'Alembertovi operatori, definirani kao
{\displaystyle \Box =-\eta ^{\mu \nu }\partial _{\mu }\partial _{\nu }={\frac {1}{c^{2}}}{\frac {\partial ^{2}}{\partial t^{2}}}-\nabla ^{2}.}
(Koristi se (−, +, +, +) metrički potpis.)
Klein–Gordonova jednadžba se najčešće zapisuje u prirodnim jedinicama:
{\displaystyle -\partial _{t}^{2}\psi +\nabla ^{2}\psi =m^{2}\psi }
Forma je određena time da rješenja zapisana kao ravninski valovi:
{\displaystyle \psi =e^{-i\omega t+ik\cdot x}=e^{ik_{\mu }x^{\mu }}}
poštuju relaciju energije i momenta sile specijalne teorije relativnosti:
{\displaystyle -p_{\mu }p^{\mu }=E^{2}-P^{2}=\omega ^{2}-k^{2}=-k_{\mu }k^{\mu }=m^{2}}
Za razliku od Schrödingerove jednadžbe, Klein–Gordonova jednadžba priznaje dvije vrijednosti ω za svaki k, pozitivnu i negativnu. Samo razdiobom pozitivnih i negativnih dijelova frekvencije dobiva se jednadžba koja opisuje relativističku valnu funkciju. Za slučaj nezavisan o vremenu, Klein–Gordonova jednadžba postaje
{\displaystyle \left[\nabla ^{2}-{\frac {m^{2}c^{2}}{\hbar ^{2}}}\right]\psi (\mathbf {r} )=0}
te je formalno ista homogeno zapisanoj Poissonovoj jednadžbi.

## Derivacija
Nerelativistička jednadžba energije slobodne čestice je
{\displaystyle {\frac {\mathbf {p} ^{2}}{2m}}=E.}
Kvantizacijom se dobiva nerelativistička Schrödingerova jednadžba slobodne čestice,
{\displaystyle {\frac {\mathbf {\hat {p}} ^{2}}{2m}}\psi ={\hat {E}}\psi }
gdje je
{\displaystyle \mathbf {\hat {p}} =-i\hbar \mathbf {\nabla } }
 Operator momenta (∇ je del-operator), a
{\displaystyle {\hat {E}}=i\hbar {\dfrac {\partial }{\partial t}}}
je energetski operator.
Schrödingerova jednadžba nije relativistički kovarijantna, odn. ne uzima u obzir Einsteinovu posebnu relativnost.
Prirodno se koristi identitet posebne relativnosti koji opisuje energiju:
{\displaystyle {\sqrt {\mathbf {p} ^{2}c^{2}+m^{2}c^{4}}}=E}
Tada se samo ubace kvantno-mehanički operatori za moment i energiju kako bi se dobila jednadžba
{\displaystyle {\sqrt {(-i\hbar \mathbf {\nabla } )^{2}c^{2}+m^{2}c^{4}}}\psi =i\hbar {\frac {\partial }{\partial t}}\psi .}
No, ovo je nepraktična jednadžba jer se diferencijalni operator ne može izračunati dok je pod korijenom.
Klein i Gordon su umjesto toga krenuli s kvadratom gornje jednadžbe:
{\displaystyle \mathbf {p} ^{2}c^{2}+m^{2}c^{4}=E^{2}}
koja, kad se kvantizira, daje
{\displaystyle \left((-i\hbar \mathbf {\nabla } )^{2}c^{2}+m^{2}c^{4}\right)\psi =\left(i\hbar {\frac {\partial }{\partial t}}\right)^{2}\psi }
što se može pojednostaviti na
{\displaystyle -\hbar ^{2}c^{2}\mathbf {\nabla } ^{2}\psi +m^{2}c^{4}\psi =-\hbar ^{2}{\frac {\partial ^{2}}{\partial t^{2}}}\psi .}
Preuređivanjem elemenata dobivamo
{\displaystyle {\frac {1}{c^{2}}}{\frac {\partial ^{2}}{\partial t^{2}}}\psi -\mathbf {\nabla } ^{2}\psi +{\frac {m^{2}c^{2}}{\hbar ^{2}}}\psi =0.}
U jednadžbi nema imaginarnih brojeva, pa se može primijeniti u područjima koja imaju realne vrijednosti, kao i na ona sa imaginarnim vrijednostima.